# Tovarnica
Tovarnica je naseljeno mjesto u općini Konjic, Federacija Bosne i Hercegovine, BiH.

## Stanovništvo

### 1991.
Nacionalni sastav stanovništva 1991. godine, bio je sljedeći:
ukupno: 18
- Hrvati – 18

### 2013.
Na popisu 2013. godine bilo je bez stanovnika.